# Tour de France 2014
Die Tour de France 2014 fand vom 5. Juli bis 27. Juli 2014 statt und war die 101. Austragung des wichtigsten Etappenradrennens der Welt. Die Tour startete in Leeds und endete nach 21 Etappen traditionsgemäß auf der Avenue des Champs-Élysées in Paris. Zum zweiten Mal nach 2007 fand der Grand Départ der Rundfahrt in England statt. Nach den ersten drei Etappen in Großbritannien verlief das Rennen im Uhrzeigersinn durch Frankreich, Belgien und Spanien. Geplant waren ursprünglich 3663,5 Kilometer als Gesamtlänge. Durch eine kurzfristig geänderte Streckenführung der 5. Etappe verkürzte sich die diese aber auf 3660,5 Kilometer.
Gesamtsieger wurde der Italiener Vincenzo Nibali, der seine erste Tour de France gewann und damit als sechster Radsportler überhaupt bei allen drei Grand Tours einmal siegreich war. Zudem waren mit Jean-Christophe Péraud und Thibaut Pinot erstmals nach der Tour 1997 wieder französische Fahrer auf dem Tourpodium vertreten.

## Ausgangslage

### Zusammensetzung des Teilnehmerfeldes
Startberechtigt waren alle 18 ProTeams. Am 28. Januar 2014 vergab der Veranstalter A.S.O Wildcards an vier Professional Continental Teams. Das französische Team Bretagne-Séché Environnement, die erst im vergangenen Jahr gegründete schweizerische Mannschaft IAM Cycling sowie das deutsche Team NetApp-Endura nahmen erstmals an der Tour de France teil. Die 198 angetretenen Fahrer stammten aus 34 verschiedenen Nationen, traditionell waren die meisten davon Franzosen. Neben den 44 Startern aus dem Heimatland der Tour kamen 20 weitere aus Spanien sowie jeweils 17 aus Italien und den Niederlanden. Es waren zudem zehn Deutsche, neun Schweizer und ein Österreicher am Start.
Der deutsche Jens Voigt war mit 42 Jahren nicht nur erneut ältester Starter, sondern stellte mit seiner 17. Tour-Teilnahme auch den Rekord des Amerikaners George Hincapie und des Australiers Stuart O’Grady ein, die ebenfalls 17 mal bei der Frankreich-Rundfahrt am Start waren. Ebenfalls 42 Jahre alt war Chris Horner und damit zweitältester Starter der Tour. Der Niederländer Danny van Poppel wurde am Tag der 20. Touretappe 21 Jahre alt. Er war wie im Vorjahr der jüngste der knapp 200 Starter. Das Durchschnittsalter der Fahrer dieser Tour-Ausgabe lag bei etwa 30 Jahren. In der Nachwuchswertung fuhren 27 Sportler (etwa 14 Prozent des Feldes) ab Geburtsjahrgang 1989. Dieser Wert war im Vergleich zu den letzten Jahren etwas niedriger.
Eine detaillierte Starterliste mit einem Überblick über die Nationalitäten, Erfolge, Gesamtplatzierungen und Ausstiege der einzelnen Fahrer und Teams während der Tour de France 2014 findet sich auf der separaten Seite → Fahrerfeld 2014.
| ProTeams AG2R La Mondiale (ALM) Astana Pro Team (AST) Belkin-Pro Cycling Team (BEL) BMC Racing Team (BMC) Cannondale (CAN) Team Europcar (EUC) | FDJ.fr (FDJ) Team Giant-Shimano (GIA) Garmin Sharp (GRS) Team Katusha (KAT) Lampre-Merida (LAM) Lotto Belisol (LTB) | Movistar Team (MOV) Orica GreenEdge (OGE) Omega Pharma-Quick Step (OPQ) Team Sky (SKY) Tinkoff-Saxo (TCS) Trek Factory Racing (TFR) |
| Professional Continental Teams Bretagne-Séché Environnement (BSE) Cofidis, Solutions Crédits (COF)                                             | IAM Cycling (IAM) Team NetApp-Endura (TNE)                                                                          | |

### Favoriten
Als Favoriten auf den Toursieg wurden im Vorfeld immer wieder Vorjahressieger Chris Froome (SKY) und der zweimalige Toursieger Alberto Contador (TCS) genannt. Contador gewann bereits die Frankreich-Rundfahrten der Jahre 2007 und 2009. Zum Favoritenkreis zählte ebenfalls der italienische Meister Vincenzo Nibali (AST), der im letzten Jahr den Giro d’Italia gewann und Zweiter der Vuelta a España wurde, die er bereits 2010 gewonnen hatte.
Aussicht auf eine Platzierung unter den ersten Zehn hatten der Kapitän der Movistar-Mannschaft, Alejandro Valverde, der Sechstplatzierte der letztjährigen Tour, Bauke Mollema (BEL) aus den Niederlanden, Tejay van Garderen (BMC), der 2012 bester Jungprofi der Tour war, und Weltmeister Rui Costa (LAM) aus Portugal, der 2014 bereits die Tour de Suisse für sich entscheiden konnte. Zudem hatten auch Joaquim Rodríguez (KAT), 2013 Dritter, sowie Andrew Talansky (GRS), Sieger des Critérium du Dauphiné 2014, Chancen auf eine Top-Ten-Platzierung. Zum erweiterten Favoritenkreis zählten auch Pierre Rolland (EUC), Romain Bardet (ALM), Jakob Fuglsang (AST), Daniel Navarro (COF) und Thibaut Pinot (FDJ).
Insgesamt nahmen mit Contador, Froome, Rodríguez und Nibali sowie den Brüdern Andy und Fränk Schleck sechs Fahrer an der 101. Tour de France teil, die bereits einmal bei der Frankreich-Rundfahrt auf dem Podium standen. Contador, Nibali, Froome, Valverde, Andy Schleck, Chris Horner und Michele Scarponi gehörten zu den Startern, die bereits einmal eine Grand Tour für sich entscheiden konnten.
Für Siege im Sprint kamen im Vorfeld vor allem der deutsche viermalige Tour-Etappensieger Marcel Kittel (GIA) sowie der 25-fache Etappensieger Mark Cavendish infrage. Auch André Greipel (LTB), Peter Sagan (CAN) und Alexander Kristoff (KAT) wurden als mögliche Sieger von Flachetappen im Massensprint genannt.

## Tourverlauf

### Etappen

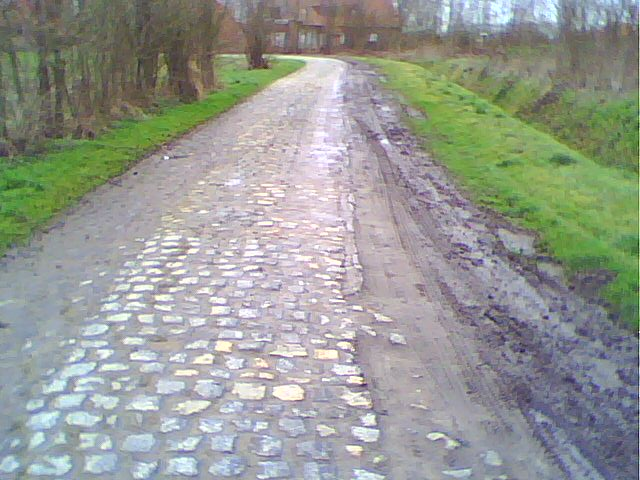
Kopfsteinpflaster bei der Carrefour de l’Arbre

Auf dem Programm standen unter anderem eine Etappe über Kopfsteinpflaster und fünf Etappen mit Bergankunft. Auf einen Prolog und ein Mannschaftszeitfahren wurde verzichtet. Die vorletzte Etappe wurde als einziges Einzelzeitfahren dieser Ausgabe ausgetragen.
Das Rennen startete in Leeds mit einer Etappe ohne besondere Schwierigkeiten. Die ersten beiden Etappen führten durch die Grafschaft Yorkshire. Ziel der zweiten Etappe war Sheffield. Auf der dritten Etappe steuerte das Fahrerfeld die britische Hauptstadt London an, wo schon die Tour 2007 ihren Auftakt gehabt hatte. Anschließend wurde das Rennen in Frankreich fortgesetzt. Die fünfte Etappe führte auf einer Länge von 13 Kilometern über Kopfsteinpflaster. Sieben der sogenannten Pavé-Sektoren von Paris–Roubaix wurden in entgegengesetzter Richtung des Frühjahrsklassikers befahren. Beginnend mit dieser Etappe bis in die Vogesen folgte die Tour de France, zum Gedenken des Ausbruchs des Ersten Weltkriegs 100 Jahre zuvor, dem über mehrere Jahre unveränderten deutsch-französischen Frontverlauf.
Auf der 14. Etappe in den Alpen stellte der Col d’Izoard den höchsten Punkt der diesjährigen Rundfahrt dar, weshalb bei dieser Bergwertung das Souvenir Henri Desgrange vergeben wurde. In den Pyrenäen waren auf der 16. und 18. Etappe Bergwertungen der höchsten Kategorie zu befahren, unter ihnen die Anstiege zum Port de Balès und zum Col du Tourmalet. Die 17. Etappe enthielt vier Bergwertungen der ersten Kategorie, darunter den Col de Peyresourde und die Bergankunft am Pla d’Adet.
| Etappe           | Datum            | Strecke                                        | Typ a                                       | Distanz (km) | Zeit (h:min:s) | Etappensieger        | Kämpferischster Fahrer |
| ---------------- | ---------------- | ---------------------------------------------- | ------------------------------------------- | ------------ | -------------- | -------------------- | ---------------------- |
| 1                | 5. Juli 2014     | Leeds – Harrogate                              | Etappe ohne besondere Schwierigkeiten       | 190,5        | 4:44:07        | Marcel Kittel        | Jens Voigt             |
| 2                | 6. Juli 2014     | York – Sheffield                               | hügelige Etappe                             | 201,0        | 5:08:36        | Vincenzo Nibali      | Blel Kadri             |
| 3                | 7. Juli 2014     | Cambridge – London                             | Etappe ohne besondere Schwierigkeiten       | 155,0        | 3:38:30        | Marcel Kittel        | Jan Bárta              |
| 4                | 8. Juli 2014     | Le Touquet-Paris-Plage – Villeneuve-d’Ascq     | Etappe ohne besondere Schwierigkeiten       | 163,5        | 3:36:39        | Marcel Kittel        | Thomas Voeckler        |
| 05 b             | 9. Juli 2014     | Ypern – Arenberg-Porte du Hainaut              | Kurze hügelige Etappe                       | 152,5        | 3:18:35        | Lars Boom            | Lieuwe Westra          |
| 6                | 10. Juli 2014    | Arras – Reims                                  | Etappe ohne besondere Schwierigkeiten       | 194,0        | 4:11:39        | André Greipel        | Luis Ángel Maté        |
| 7                | 11. Juli 2014    | Épernay – Nancy                                | Etappe ohne besondere Schwierigkeiten       | 234,5        | 5:18:39        | Matteo Trentin       | Martin Elmiger         |
| 8                | 12. Juli 2014    | Tomblaine – Gérardmer                          | hügelige Etappe                             | 161,0        | 3:49:28        | Blel Kadri           | Blel Kadri             |
| 9                | 13. Juli 2014    | Gérardmer – Mülhausen                          | hügelige Etappe                             | 170,0        | 4:09:34        | Tony Martin          | Tony Martin            |
| 10               | 14. Juli 2014    | Mülhausen – Planche des Belles Filles          | Etappe mit besonderen Schwierigkeiten       | 161,5        | 4:27:26        | Vincenzo Nibali      | Tony Martin            |
| R                | 15. Juli 2014    | Ruhetag in Besançon                            | Ruhetag                                     |              |                |                      |                        |
| 11               | 16. Juli 2014    | Besançon – Oyonnax                             | hügelige Etappe                             | 187,5        | 4:25:45        | Tony Gallopin        | Nicolas Roche          |
| 12               | 17. Juli 2014    | Bourg-en-Bresse – Saint-Étienne                | Etappe ohne besondere Schwierigkeiten       | 185,5        | 4:32:11        | Alexander Kristoff   | Simon Clarke           |
| 13               | 18. Juli 2014    | Saint-Étienne – Chamrousse                     | Etappe mit besonderen Schwierigkeiten       | 197,5        | 5:12:29        | Vincenzo Nibali      | Alessandro De Marchi   |
| 14               | 19. Juli 2014    | Grenoble – Risoul                              | Etappe mit besonderen Schwierigkeiten       | 177,0        | 5:08:27        | Rafał Majka          | Alessandro De Marchi   |
| 15               | 20. Juli 2014    | Tallard – Nîmes                                | Etappe ohne besondere Schwierigkeiten       | 222,0        | 4:56:43        | Alexander Kristoff   | Martin Elmiger         |
| R                | 21. Juli 2014    | Ruhetag in Carcassonne                         | Ruhetag                                     |              |                |                      |                        |
| 16               | 22. Juli 2014    | Carcassonne – Bagnères-de-Luchon               | hügelige Etappe                             | 237,5        | 6:07:10        | Michael Rogers       | Cyril Gautier          |
| 17               | 23. Juli 2014    | Saint-Gaudens – Saint-Lary-Soulan / Pla d’Adet | Kurze Etappe mit besonderen Schwierigkeiten | 124,5        | 3:35:23        | Rafał Majka          | Romain Bardet          |
| 18               | 24. Juli 2014    | Pau – Hautacam                                 | Kurze Etappe mit besonderen Schwierigkeiten | 145,5        | 4:04:17        | Vincenzo Nibali      | Mikel Nieve            |
| 19               | 25. Juli 2014    | Maubourguet – Bergerac                         | Etappe ohne besondere Schwierigkeiten       | 208,5        | 4:43:41        | Ramūnas Navardauskas | Tom-Jelte Slagter      |
| 20               | 26. Juli 2014    | Bergerac – Périgueux                           | Einzelzeitfahren                            | 054,0        | 1:06:21        | Tony Martin          | nicht vergeben         |
| 21               | 27. Juli 2014    | Évry – Paris Champs-Élysées                    | Etappe ohne besondere Schwierigkeiten       | 137,5        | 3:20:50        | Marcel Kittel        | nicht vergeben         |
| Gesamtkilometer: | Gesamtkilometer: | Gesamtkilometer:                               | Gesamtkilometer:                            | 3660,5       |                |                      |                        |

```
 
Anmerkungen zur Tabelle
```

### Wertungen im Tourverlauf
Die Tabelle zeigt den Führenden in der jeweiligen Wertung bzw. die Träger der Wertungstrikots oder farbigen Rückennummern am Ende der jeweiligen Etappe an. Eine detailliertere Übersicht über die Platzierungen nach einer Etappe bieten die einzelnen Etappenartikel, die in der ersten Spalte verlinkt sind.
| Etappe | Gesamtwertung   | Punktewertung   | Bergwertung       | Nachwuchswertung   | Teamwertung      |
| ------ | --------------- | --------------- | ----------------- | ------------------ | ---------------- |
| 1.     | Marcel Kittel   | Marcel Kittel 1 | Jens Voigt        | Peter Sagan 2, 3   | Team Sky         |
| 2.     | Vincenzo Nibali | Peter Sagan     | Cyril Lemoine     | Peter Sagan 2, 3   | Team Sky         |
| 3.     | Vincenzo Nibali | Peter Sagan     | Cyril Lemoine     | Peter Sagan 2, 3   | Team Sky         |
| 4.     | Vincenzo Nibali | Peter Sagan     | Cyril Lemoine     | Peter Sagan 2, 3   | Team Sky         |
| 5.     | Vincenzo Nibali | Peter Sagan     | Cyril Lemoine     | Peter Sagan 2, 3   | Astana Pro Team  |
| 6.     | Vincenzo Nibali | Peter Sagan     | Cyril Lemoine     | Peter Sagan 2, 3   | Astana Pro Team  |
| 7.     | Vincenzo Nibali | Peter Sagan     | Cyril Lemoine     | Peter Sagan 2, 3   | Astana Pro Team  |
| 8.     | Vincenzo Nibali | Peter Sagan     | Blel Kadri        | Michał Kwiatkowski | Astana Pro Team  |
| 9.     | Tony Gallopin   | Peter Sagan     | Tony Martin       | Michał Kwiatkowski | Astana Pro Team  |
| 10.    | Vincenzo Nibali | Peter Sagan     | Joaquim Rodríguez | Romain Bardet      | Ag2r La Mondiale |
| 11.    | Vincenzo Nibali | Peter Sagan     | Joaquim Rodríguez | Romain Bardet      | Ag2r La Mondiale |
| 12.    | Vincenzo Nibali | Peter Sagan     | Joaquim Rodríguez | Romain Bardet      | Ag2r La Mondiale |
| 13.    | Vincenzo Nibali | Peter Sagan     | Vincenzo Nibali 4 | Romain Bardet      | Ag2r La Mondiale |
| 14.    | Vincenzo Nibali | Peter Sagan     | Joaquim Rodríguez | Romain Bardet      | Ag2r La Mondiale |
| 15.    | Vincenzo Nibali | Peter Sagan     | Joaquim Rodríguez | Romain Bardet      | Ag2r La Mondiale |
| 16.    | Vincenzo Nibali | Peter Sagan     | Rafał Majka       | Thibaut Pinot      | Ag2r La Mondiale |
| 17.    | Vincenzo Nibali | Peter Sagan     | Rafał Majka       | Thibaut Pinot      | Ag2r La Mondiale |
| 18.    | Vincenzo Nibali | Peter Sagan     | Rafał Majka       | Thibaut Pinot      | Ag2r La Mondiale |
| 19.    | Vincenzo Nibali | Peter Sagan     | Rafał Majka       | Thibaut Pinot      | Ag2r La Mondiale |
| 20.    | Vincenzo Nibali | Peter Sagan     | Rafał Majka       | Thibaut Pinot      | Ag2r La Mondiale |
| 21.    | Vincenzo Nibali | Peter Sagan     | Rafał Majka       | Thibaut Pinot      | Ag2r La Mondiale |
| Sieger | Vincenzo Nibali | Peter Sagan     | Rafał Majka       | Thibaut Pinot      | AG2R La Mondiale |

```
 
Anmerkungen zur Tabelle:
```

### Rennverlauf

#### Erste Woche
Die erste Etappe endete mit dem Sieg des Sprinters Marcel Kittel (GIA) und einem folgenschweren Sturz des als Favoriten für die Punktewertung in das Rennen gegangenen Mark Cavendish (OPQ). Er konnte aufgrund der Verletzungen, die er sich dabei zuzog, am folgenden Tag nicht mehr starten. Kittel erkämpfte sich damit auch das erste Gelbe Trikot und auch die Führung in der Punktewertung. Das Grüne Trikot wurde daraufhin auf der zweiten Etappe vom Tageszweiten Peter Sagan (CAN) getragen und bis Paris nicht mehr abgegeben, weil er auf der zweiten Etappe selbst in dieser Wertung in Führung ging.
Die zweite Etappe führte über hügeliges Gelände. Vincenzo Nibali (AST) setzte sich zwei Kilometer vor dem Ziel aus einer rund 20-köpfigen Spitzengruppe ab, gewann die Etappe mit zwei Sekunden Vorsprung und eroberte zum ersten Mal das Gelbe Trikot. Die Situation in den beiden wichtigsten Wertungen änderte sich auf den beiden Folgeetappen nicht, da jeweils die Sprinter das Finale dominierten: Marcel Kittel gewann beide Etappen, während Peter Sagan durch einen zweiten Platz auf der dritten Etappe seine Führung im Punkteklassement ausbauen konnte.
Die Streckenführung der fünften Etappe wurde aufgrund von starken Regenfällen kurzfristig geändert. Zwei der neun Kopfsteinpflaster-Abschnitte, die auch bei Paris–Roubaix befahren werden, waren nicht passierbar. Nach 80 Kilometern stürzte der Vorjahressieger Chris Froome zum dritten Mal innerhalb von zwei Tagen und gab das Rennen auf. Von den übrigen Favoriten für den Toursieg kam Vincenzo Nibali auf dem Kopfsteinpflaster am besten zurecht. Er erreichte das Ziel 19 Sekunden hinter Tagessieger Lars Boom (BEL) und baute seinen Vorsprung auf seine Hauptkonkurrenten im Kampf um das Gelbe Trikot auf über zwei Minuten aus.
Nach zwei Flachetappen, die von Sprintern (André Greipel und Matteo Trentin) gewonnen wurden, führte die achte Etappe auf den letzten 30 Kilometern über zwei Anstiege der zweiten Kategorie und endete mit einem Anstieg der dritten Kategorie in Gérardmer. Mit dem Sieg durch Blel Kadri (ALM) setzte sich erstmals ein Ausreißer durch. Zweiter wurde Alberto Contador (TCS), der sich auf den letzten Metern des Abstiegs von Vincenzo Nibali absetzte und das Ziel drei Sekunden vor dem Italiener erreichte.

#### Zweite Woche
Auf der neunten Etappe gelang es erstmals einer großen Gruppe (knapp 30 Fahrer), das Ziel vor dem Hauptfeld zu erreichen. Sieger durch einen gemeinsamen Vorstoß mit Alessandro De Marchi (CAN) aus dieser Gruppe wurde schließlich in Alleinfahrt Tony Martin (OPQ). Damit übernahm Tony Gallopin (LTB) das Gelbe Trikot, womit am Französischen Nationalfeiertag ein Franzose das maillot jaune trug. Martin wurde zum kämpferischsten Fahrer der Etappe gewählt, zudem übernahm er die Führung in der Bergwertung.
Die erste Bergetappe mit insgesamt sieben Bergwertungen, davon vier der ersten Kategorie mit Bergankunft in Planche des Belles Filles, stand am zehnten Tag der Rundfahrt auf dem Programm. 95 Kilometer vor dem Ziel stürzte Alberto Contador auf einer Abfahrt schwer. Nach einer längeren Behandlung versuchte er das Rennen fortzusetzen, gab aber nach wenigen Kilometern doch auf. Wie sich später herausstellte, hatte sich Contador das rechte Schienbein gebrochen.
Gleichzeitig zeichnete sich in der zweiten Woche eine Verlagerung des Renngeschehens ab: Während der Führende, Vincenzo Nibali, seine Stellung verteidigte und leicht ausbauen konnte, entwickelte sich zwischen den Fahrern auf den Plätzen zwei bis fünf eine Auseinandersetzung um die Podiumsplatzierungen. Nibali eroberte den Tagessieg der zehnten Etappe mit 15 Sekunden vor Thibaut Pinot (FDJ). Damit holte er sich nicht nur das am Vortag verlorene Gelbe Trikot von Gallopin zurück, sondern konnte seine Führung in der Gesamtwertung mit einem Vorsprung von über zwei Minuten auf Richie Porte (SKY) und Alejandro Valverde (MOV) konsolidieren. Joaquim Rodríguez (KAT) erlangte die Führung in der Bergwertung, Romain Bardet (ALM) eroberte das Weiße Trikot und ag2r La Mondiale übernahm die Führung in der Teamwertung.
Am 15. Juli war der erste von zwei Ruhetagen angesetzt. Die folgende elfte Etappe in hügeligem Gelände konnte Tony Gallopin knapp für sich entscheiden, es gelang ihm aber nicht, den Abstand zu Nibali und den anderen Favoriten zu verkürzen. Am nächsten Tag konnte Alexander Kristoff (KAT) aus Norwegen erstmals eine Tour-de-France-Etappe für sich entscheiden. Da diese zwölfte Etappe ohne große Bergwertungen verlaufen war, änderte sich in den Klassements nichts. Die 13. und 14. Etappe waren jeweils Alpenetappen mit Bergankünften. Die 13. Etappe von Saint-Étienne nach Chamrousse dominierte erneut Vincenzo Nibali, der sich am Schlussanstieg seiner Konkurrenten entledigen konnte und die Etappe vor Rafał Majka (TCS) und Leopold König (TNE) gewann. Nibali übernahm damit auch die Führung in der Bergwertung von Rodríguez, dieser trug das Gepunktete Trikot am nächsten Tag dennoch, da Nibali gleichzeitig mit gewachsenem Abstand Gesamtführender war.
Auf der 14. Etappe musste unter anderem der Col d’Izoard befahren werden. Diese Etappe stand vor allem im Zeichen des Kampfes um das Gepunktete Trikot. Joaquim Rodríguez wollte die Führung dieser Wertung von Nibali erneut übernehmen und fuhr deshalb in der Spitzengruppe mit. Er gewann zunächst eine Bergwertung der ersten Kategorie und war dann auch Erster auf dem Col d’Izoard. Mit in dieser Spitzengruppe war auch Majka, der nach der Etappe am Vortag noch Fünfter in der Bergwertung war. Majka schüttelte vor der Bergankunft seine einzig verbliebenen Konkurrenten um den Tagessieg, Rodríguez und Alessandro De Marchi, ab und gewann somit seine erste Touretappe. De Marchi wurde, wie schon am Vortag, als kämpferischster Fahrer ausgezeichnet. In der Bergwertung hatte Majka nun den gleichen Punktestand wie Rodríguez, der Spanier war jedoch in der Gesamtwertung drei Plätze weiter vorn (etwa 7:40 min) und führte deshalb diese Wertung wieder an. Nibali gelang es ein weiteres Mal, seine Verfolger zu distanzieren. Er wurde Etappenzweiter vor Jean-Christophe Péraud (ALM).

#### Dritte Woche
Die 15. Etappe, am 20. Juli ausgetragen, wurde fast durchgängig von den zwei Ausreißern Martin Elmiger (IAM) und Jack Bauer (GRS) angeführt, die erst auf den letzten Metern von den Sprintern gestellt werden konnten. Diesen Sprint gewann wieder Alexander Kristoff. Der Führende in der Punktewertung, Peter Sagan, erreichte den dritten Platz und hatte weiterhin einen komfortablen Vorsprung von über 150 Punkten auf den Zweitplatzierten Bryan Coquard (EUC). Bevor es in die Pyrenäen ging, legte die Tour noch einen weiteren Ruhetag in Carcassonne ein. In diesem Ort wurde dann auch die 16. Etappe gestartet, die als Mittelgebirgsetappe einen Anstieg der höchsten Kategorie hatte. Rafał Majka konnte die erste Bergwertung des Tages für einen Punkt gewinnen und lag damit am Ende mit diesem einen Punkt vor Rodríguez in der Bergwertung, der das Gepunktete Trikot an den Polen abgeben musste. Den Tagessieg erlangte mit Michael Rogers (TCS) ein Ausreißer. Die 16. Etappe hatte außerdem Auswirkungen auf die Nachwuchswertung. Romain Bardet konnte einer Tempoverschärfung von Thibaut Pinot am letzten Anstieg nicht folgen und verlor damit das Weiße Trikot an den Franzosen. Gleichzeitig konnte Jean-Christophe Péraud den Amerikaner Tejay van Garderen (BMC) im Gesamtklassement überholen, sodass am Ende der Etappe drei Franzosen (Pinot, Péraud, Bardet) unter den besten Fünf der Tour standen.
Anschließend standen zwei schwere Pyrenäenetappen auf dem Programm. Die 17. Etappe wurde erneut von Rafał Majka gewonnen, der sich der Angriffe des mit einem Punkt zurückliegenden Joaquim Rodríguez erwehren konnte und das Gepunktete Trikot verteidigte. Vincenzo Nibali konnte alle seine Verfolger bis auf Péraud abschütteln und hatte nun schon über fünf Minuten Vorsprung auf den Zweitplatzierten Alejandro Valverde und eine realistische Chance auf den Toursieg. Seine diesbezüglichen Ambitionen machte er auch auf der 18. Etappe von Pau nach Hautacam deutlich. Er attackierte im Schlussanstieg und distanzierte alle übrigen Favoriten um über eine Minute. Valverde verlor auf dieser Etappe fast zwei Minuten und büßte dadurch seinen zweiten Platz in der Gesamtwertung ein. Auf den Plätzen zwei und drei lagen nun die Franzosen Pinot und Péraud. Pinot hatte als Zweitplatzierter über sieben Minuten Rückstand auf Nibali. Dem Italiener war der Gesamtsieg damit praktisch nicht mehr zu nehmen, da nur noch zwei Flachetappen und ein Zeitfahren zu bewältigen waren.
Die flache und bei teils kräftigem Regen ausgetragene 19. Etappe konnte Ramūnas Navardauskas (GRS) aus Litauen mit einer Attacke wenige Kilometer vor dem Ziel gewinnen. Das am nächsten Tag ausgetragene Einzelzeitfahren bot noch einmal Möglichkeiten für Veränderungen im Gesamtklassement. Hinter Nibali lagen die Plätze zwei bis vier (Pinot, Péraud, Valverde) nur fünfzehn Sekunden auseinander. Für Valverde wäre ein zweiter Platz noch möglich gewesen. Er konnte Péraud und Pinot aber auf dem 54 Kilometer langen Kurs, den Zeitfahr-Weltmeister Tony Martin am schnellsten absolvierte, keine Zeit abnehmen und blieb so bei seinem vierten Platz. Allerdings verdrängte Jean-Christophe Péraud Thibaut Pinot durch seine Zeitfahrleistung noch auf den dritten Platz. Im hinteren Bereich der Top Ten fielen die beiden Niederländer Laurens ten Dam und Bauke Mollema zurück, Leopold König und Haimar Zubeldia (TFR) rückten auf.
Auf der letzten Etappe nach Paris wurde traditionsgemäß nicht mehr auf die Gesamtwertung attackiert. Auf dem Champs-Élysées kam es zum Massensprint, den Marcel Kittel gewann. Zusammen mit Vincenzo Nibali war er mit jeweils vier Siegen der erfolgreichste Fahrer nach gewonnenen Etappen. Insgesamt gewannen deutsche Fahrer bei der Tour de France 2014 sieben Etappen, so viele wie noch nie bei einer Frankreich-Rundfahrt.

### Endstand

Die Trikot- und Wertungssieger der Tour de France 2014
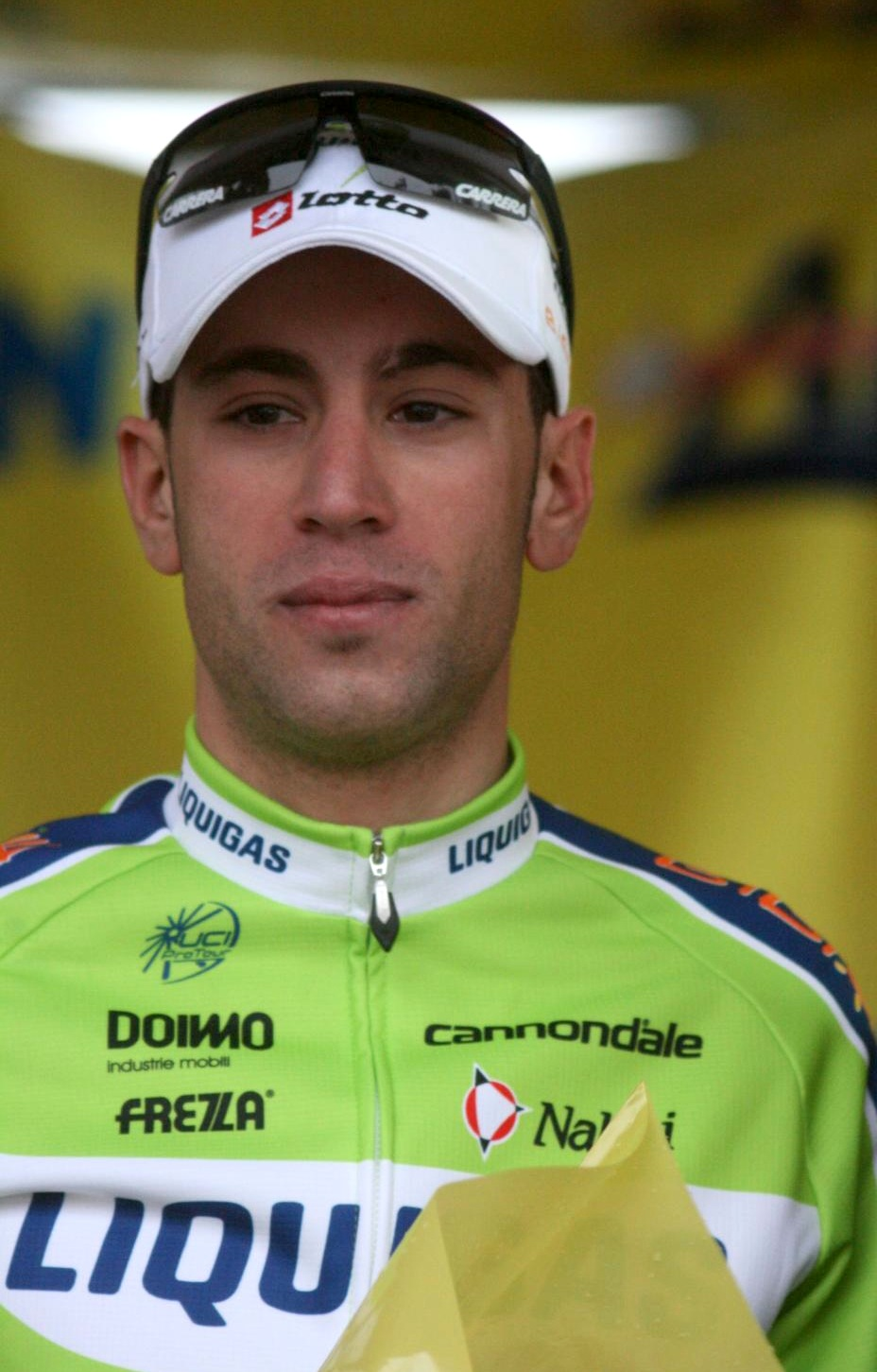
Vincenzo Nibali
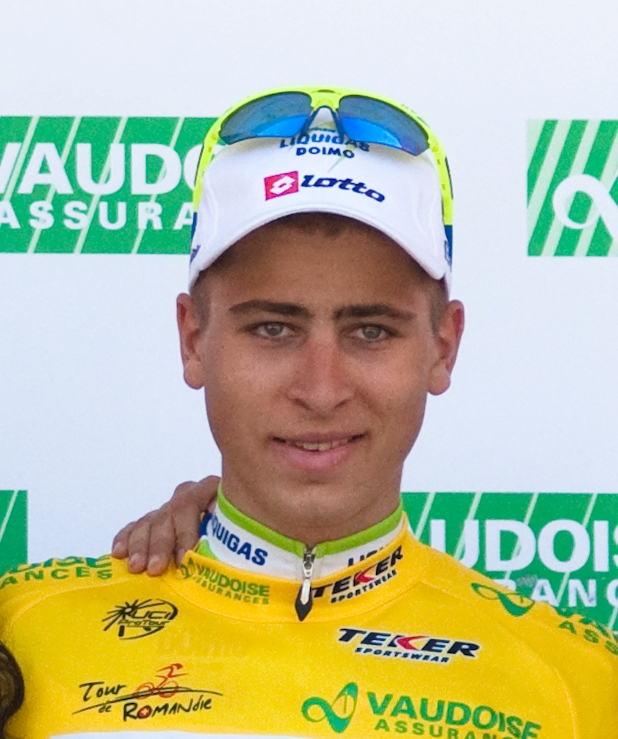
Peter Sagan
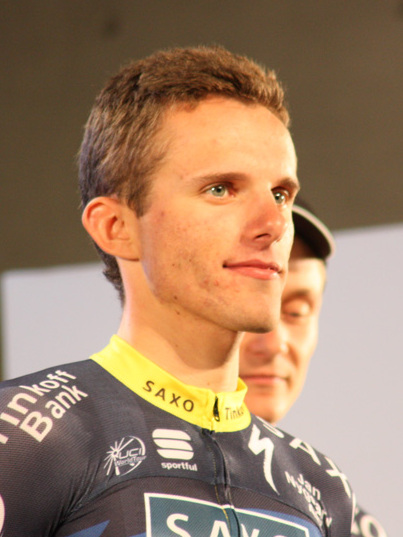
Rafał Majka
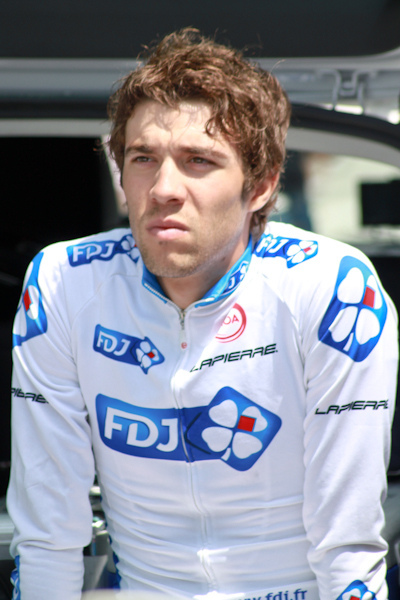
Thibaut Pinot
ag2r La Mondiale

Die 101. Tour de France beendeten 164 der 198 gestarteten Fahrer, womit ca. 83 % der Teilnehmer das Ziel in Paris erreichten. Die insgesamt 3660,5 Kilometer absolvierte der Italiener Vincenzo Nibali (AST) als Schnellster in einer Zeit von 89 Stunden, 59 Minuten und sechs Sekunden, was einer Durchschnittsgeschwindigkeit von 40,679 Kilometern pro Stunde entspricht. Durch diesen Erfolg in der Gesamtwertung ist Nibali der sechste Radfahrer (nach Jacques Anquetil, Felice Gimondi, Eddy Merckx, Bernard Hinault und Alberto Contador), der die drei großen Rundfahrten (bestehend aus der Tour de France, dem Giro d’Italia und der Vuelta a España) gewinnen konnte. Hierbei distanzierte Nibali seine Konkurrenten deutlich: Mit einem Rückstand von sieben Minuten und 37 Sekunden wurde der Franzose Jean-Christophe Péraud (ALM) Zweiter der Rundfahrt, knapp vor seinem Landsmann Thibaut Pinot (FDJ), der insgesamt einen Rückstand von acht Minuten und 15 Sekunden auf Nibali hatte. Vierter wurde der Spanier Alejandro Valverde (MOV), der nach den Ausstiegen von Vorjahressieger Chris Froome (SKY) sowie dem früheren Tour-Gewinner Alberto Contador (TCS) als ärgster Widersacher Nibalis gehandelt wurde, mit einem Rückstand von neun Minuten und 40 Sekunden. Fünfter wurde der US-Amerikaner Tejay van Garderen (BMC) mit einem Rückstand von elf Minuten und 24 Sekunden. Auf den Plätzen sechs bis zehn folgten der Franzose Romain Bardet (ALM), der Tscheche Leopold König (TNE), der Spanier Haimar Zubeldia (TFR), sowie die beiden Niederländer Laurens ten Dam und Bauke Mollema (BEL).
Die Punktewertung konnte der Slowake Peter Sagan (CAN) mit 431 Punkten souverän für sich entscheiden, obwohl er keine Etappe gewann; es ist sein dritter Erfolg in Folge. Mit einem Rückstand von 149 bzw. 160 Punkten folgen auf den Plätzen zwei und drei der Norweger Alexander Kristoff (KAT) sowie der Franzose Bryan Coquard (EUC). Vierter wurde der Deutsche Marcel Kittel (GIA), Fünfter der Australier Mark Renshaw (OPQ).
Den Gewinn der Bergwertung konnte überraschend der Pole Rafał Majka (TCS) feiern. Erst als Nachrücker für Roman Kreuziger in die Mannschaft gekommen, behielt er mit 181 Punkten knapp die Oberhand gegenüber dem Gesamtsieger Vincenzo Nibali, der lediglich 13 Punkte weniger einfuhr. Dritter wurde mit dem Spanier Joaquim Rodríguez (KAT) der Vorjahreszweite der Gesamtwertung, er hatte 69 Punkte Rückstand auf Majka. Vierter und Fünfter wurden die Franzosen Thibaut Pinot und Jean-Christophe Péraud.
Die Nachwuchswertung gewann Thibaut Pinot mit einer Zeit von 90 Stunden, sieben Minuten und 21 Sekunden. Hierbei hatte er vor Landsmann Romain Bardet einen Vorsprung von drei Minuten und elf Sekunden. Alle weiteren Fahrer hatten in dieser Wertung mehr als eine Stunde Rückstand, auf den Plätzen folgten der Pole Michał Kwiatkowski (OPQ), der Niederländer Tom Dumoulin (GIA) und der Spanier Jon Izaguirre (MOV).
Die Mannschaftswertung sicherte sich die französische Mannschaft von ag2r La Mondiale mit einer Gesamtzeit von 270 Stunden, 27 Minuten und zwei Sekunden. Zweiter wurde das niederländische Belkin-Pro Cycling Team mit einem Rückstand von 36 Minuten und 46 Sekunden, den dritten Platz belegte das spanische Movistar Team mit einem Rückstand von über einer Stunde. Vierter und Fünfter wurden das US-amerikanische BMC Racing Team und das französische Team Europcar.
Als kämpferischster Fahrer wurde der Italiener Alessandro De Marchi (CAN) ausgezeichnet. Fünfmal war De Marchi in Ausreißergruppen unterwegs, dabei wurde er zweimal mit der Roten Rückennummer ausgezeichnet.
Die Lanterne Rouge erhielt in diesem Jahr der Chinese Ji Cheng (GIA), der als erster Chinese die Tour de France bestritt. Er erreichte als 164. mit einem Rückstand von 6:02:24 auf den Gesamtführenden sein erklärtes Ziel, den letzten Platz zu belegen.